# Народно читалище „Никола Василев Ракитин – 1890“
Народно читалище „Никола Ракитин“ е читалище в село Трудовец, Софийска област. Основано е през 1890 г. с името „Извор“. През 1971 г. е преименувано на името на поета Никола Василев Ракитин, който е роден в село Трудовец.

## История
През 1947 г. инициативата на Васил В. Диков започва изграждането на читалищна сграда. Избран е строителен комитет с председател Никола Ив. Колев и секретар Иван Б. Иванов. По това време кмет на селото е Иван К. Донков. В строителството се ползва с подкрепа на Работническия младежки съюз и население на селото.
През 1971 г. читалището е преименувано на Никола Ракитин. Построен е и бюст-паметник на поета. В началото на 1970 г. започва строителството на новото читалище с изпълнител Главно управление на строителни
войски – поделението в Ботевград. Един от главните му майстори е Христо Ц. Ватев. Технически ръководител е Петър Димитров. Строителството и обзавеждането е окончателно приключено през 1977 г. и открито на 16 декември 1977 г. от председателя на Държавния съвет Тодор Живков. Сградата е триетажна, разположена на 1569 m2 площ в центъра на селото. През 1978 г. читалището разгръща събирателска дейност за откриване на музейна сбирка.
Библиотеката на читалището разполага с 23 726 тома литература, обособени в отдели за възрастни, детски отдел, отдел „Изкуство“, книгохранилище, заемна, на площ от 408 m2. Библиотеката разполага с 4 компютърни конфигурации, проектор, принтер – оборудвана по програма „Глобални библиотеки“.
В читалището развиват дейност подготвителна група от 31 деца за народни танци – до 13 г., Детски танцов състав от 18 ученици на възраст 13 – 15 години, Танцов състав „Жар“ с 14 танцьори, Клуб хоро „Варвари“ с 31 участници, Клуб по спортни танци с 10 деца. Читалището е и организатор на чествания от празничния календар.
Самодейците имат награди от Национални и международни фестивали – София, Велико Търново, Троян, Горна Оряховица, Република Македония, Турция, Албания.
Към читалището от 2013 г. е създаден Младежки клуб „Хора за хора“, за участия в проекти за младежки дейности Под ръководството на г-жа Мая Арнаудова, която е и координатор по проектите, читалището има спечелени проекти по програма „Еразъм +“ Младежки дейности – младежки обмен със Северна Ирландия, партньори по редица младежки проекти в Сърбия, Латвия, Италия, Словения, Румъния, и др. През настоящата година продължава партньорската ни дейност, както и участие с проектни предложения по редица програми.
На 9 юни 2018 г. по време на Ракитиновите празници, поставяме началото и на Първия фолклорен фестивал на Клубове за народни хора, народни танци и танцови състави „Златни нишки“. Фестивала е с конкурсен характер.